# Sociale hogeschool
Een sociale hogeschool is in Vlaanderen de vroegere benaming van de hogeschool die opleidde tot de titel van maatschappelijk assistent. Sedert de hervorming van het hoger onderwijs in Vlaanderen in 1995 maken deze opleidingen deel uit van een groter geheel en vormen zij meestal een "sociaal departement" van een hogeschool. Enkele voorbeelden:
- De sociale hogeschool van Heverlee (van ACW-strekking) is nu onderdeel van de Katholieke Hogeschool Leuven.
- De socialistisch geïnspireerde sociale hogeschool van Antwerpen is nu een departement van de Artesis Hogeschool.